# صعلل
صُعْلُل (الاسم العلمي: Galerina)، جنس فطور كانعة لا مأكولة من الغاريقونيات وفصيلة فطريات غشائية المعدة.تضم أكثر من 300 نوع نتنشر في جميع أنحاء العالم، من أقصى الشمال إلى جزيرة ماكواري النائية في المحيط الجنوبي.